# Limnephilus hovsgolicus
Limnephilus hovsgolicus är en nattsländeart som beskrevs av Morse 1999. Limnephilus hovsgolicus ingår i släktet Limnephilus och familjen husmasknattsländor. Inga underarter finns listade i Catalogue of Life.